# La Poupée (film, 1968)
Pour les articles homonymes, voir Poupée (homonymie).
Pour plus de détails, voir Fiche technique et Distribution.
La Poupée (titre original : Lalka) est un film polonais réalisé par Wojciech Has sorti en 1968. 
Le film est l'adaptation du roman éponyme (pl) de Bolesław Prus publié sous forme de feuilleton entre 1887 et 1889. 

## Synopsis
1878. D'abord modeste commis de brasserie en proie à de régulières humiliations, Stanisław  Wokulski finit par devenir un riche homme d'affaires. Toutefois, il demeure sensible à la misère et aux inégalités sociales. Il s'efforce d'apporter des remèdes à cette situation. Très épris d'une aristocrate ruinée, Izabela Łęcka , il l'épouse mais celle-ci le trompera avec un séducteur.

## Fiche technique
- Titre du film : La Poupée
- Titre original : Lalka
- Réalisation : Wojciech Has
- Scénario : Wojciech Has, Kazimierz Brandys (dialogues), d'après le roman (pl) de Bolesław Prus
- Photographie : Stefan Matyjaszkiewicz, Andrzej Ramlau
- Musique : Wojciech Kilar
- Montage : Zofia Dwornik
- Costumes : Jerzy Skarżyński
- Société de production : Zespól Filmowy Kamera
- Pays de production :  Pologne
- Format : couleur — 2,35:1
- Genre : drame
- Durée : 160 minutes
- Dates de sortie :
  - Pologne : 7 novembre 1968 (Varsovie)
  - France : 7 décembre 2022[1]

## Distribution
- Mariusz Dmochowski : Stanisław Wokulski[1]
- Beata Tyszkiewicz : Izabela Łęcka[1]
- Tadeusz Fijewski : Ignacy Rzecki[1]
- Jan Kreczmar : Tomasz Łęcki
- Jan Machulski : Julian Ochocki
- Jadwiga Gall : Zasławska
- Wiesław Gołas : baron Krzeszowski
- Halina Kwiatkowska : baronne Krzeszowska
- Kalina Jędrusik : Madame Wasowska
- Andrzej  Łapicki : Kazimierz Starski
- Janina Romanówna : Comtesse Jeanne
- Józef Pieracki : docteur Szuman
- Ludwik Benoit : majordome de Krzeszowski
- Witold Pyrkosz : soumissionnaire
- Bernard Ładysz : Suzin